# Leïla Huissoud
Leïla Huissoud, née en 1995, est une auteure-compositrice-interprète française.

## Biographie
Leïla Huissoud naît en 1995. Originaire de Charantonnay, en Isère,, elle débute en se produisant dans la rue à Strasbourg, au moment où elle y commence ses études supérieures. 
En 2014, elle participe à la Saison 3 de The Voice : La Plus Belle Voix où son interprétation de Caravane de Raphaël est remarquée,,,.
En mars 2017, elle publie son premier recueil de chansons L'Ombre, enregistré en live au printemps 2016, accompagnée de Kévin Fauchet. Le 9 novembre 2018, elle sort l'album studio Auguste, en trio avec Thibaud Saby (piano / batterie) et Sylvain Pourrat (contrebasse / guitare).
La tournée Auguste marque le début de la reconnaissance par le public et le milieu de la chanson : lors de la 9e édition du Prix Georges Moustaki, le 7 mars 2019, Leïla Huissoud obtient pour cet album le Prix du Public et le Prix Catalyse,,,, et la même année le prix Coup de Cœur Chanson de l'Académie Charles-Cros,,,.
Elle assume l'héritage des grands auteurs-interprètes de la chanson française, comme Georges Brassens, Jacques Brel, Léo Ferré, Barbara, Georges Moustaki ou Jean Ferrat,, et des influences liées à l'art du cirque,,. 
Son troisième album, intitulé La Maladresse, sort en 2024,,,.

## Discographie
Leïla Huissoud a réalisé trois albums :